# That's My Boy (2012)
That's My Boy (br: Este É o Meu Garoto / pt: Pai Infernal) é um filme de comédia estadunidense, dirigido por Sean Anders e escrito por David Caspe. Adam Sandler  é o protagonista do filme no papel de Donny Berger, um homem desestruturado que tenta se reconectar com seu filho Han Solo Berger interpretado por Andy Samberg que se recusa a se reconciliar com seu pai. O elenco é composto também por Ian Ziering, Leighton Meester, Susan Sarandon, Ciara e outros.
O filme foi produzido sob a produção de Sandler por sua produtora de filmes Happy Madison, que filmou em Massachusetts, em torno de Boston, Everett, Peabody, Brockton, Stoughton e Cape Cod. O filme foi lançado em 15 de junho de 2012, e é distribuído pela Columbia Pictures.
O filme foi um fracasso de bilheteria, com um orçamento de 70 milhões de dólares, apurou apenas 56 milhões, recebendo bastante críticas negativas, assim fazendo com que abaixasse mais ainda o número de espectadores. No Brasil e em Portugal o filme foi lançado diretamente em DVD e Blu-ray pelo fato acontecido nos Estados Unidos. Também tem sido objeto de controvérsias e críticas devido ao retrato cômico de pedofilia, incesto e estupro.

## Enredo

Donny Berger aos 13 anos ao lado de sua professora.

Em 1984, com 13 anos de idade Donny Berger (Justin Weaver/Adam Sandler), tem um caso com a sua professora de 22 anos de idade Mary McGarricle (Eva Amurri/Susan Sarandon). Em um dia de apresentação de alunos, pais e professores, os dois são pegos fazendo sexo, no palco da apresentação e, Mary é presa e condenada a 30 anos em uma penitenciária especialmente para mulheres. Ela esta gravida e a juíza determina que o filho de Mary deve ser cuidado pelo pai de Donny Berger e aos 18 anos Donny irá cuidar do garoto que desde então colocou o nome dele de Han Solo Berger. Donny torna-se uma celebridade pelo acontecido, mas é esquecido como o decorrer de sua vida e perde o contato com o filho.
Em 2012, Donny é um preguiçoso com 42 anos de idade, que desperdiçou todo o seu dinheiro. Ele bebe cerveja constantemente e passa o seu tempo em uma Casa de Strip local, com seus amigos: Brie, a barman e Champale. O filho de Donny se recusa a falar ou até mesmo ver seu pai, ele é irritado por causa da incompetência de Donny como um pai, ele diz a conhecidos que seus pais morreram em uma explosão quando ele tinha apenas nove anos. Ele passou a se-tornar um grande empresário, perdeu muito peso e não é uma criança obesa como Donny ainda pensa que o seu filho é, e está preste a casar com uma jovem de família rica, chamada Jamie.
Donny é surpreendido por uma notícia que ele estava devendo impostos há anos e que seria preso por três anos se não pagasse o total de 43 mil dólares até o final da semana. Donny é convencido por um amigo a apostar em um atleta obeso que está em uma corrida, mas percebe que ele precisa de um outro plano. Ele visita um produtor de TV, que anteriormente tinha produzido shows durante sua breve fama que teve depois de ter um caso com sua professora, Morgan o produtor, lhe oferece 50.000 dólares se ele puder organizar uma reunião com seu filho Han Berger e Mary McGarricle na prisão de mulheres.
Donny não descarta a ideia do produtor Morgan e decide visitar seu filho para convencer a participar. Ao chegar na casa de seu filho  Han Berger, Donny não pode dizer que era o pai dele, pois Han tinha dito para todos que seu pai havia morrido, Então Han decide introduzir Donny como seu velho amigo; Donny elabora um passado heroico de como eles se conheceram e assim apesar de seu comportamento bruto rapidamente torna-se bem viso por todos. Donny tenta convencer Han vir para a prisão de mulheres, para ver a Sra. McGarricle (mas não revelar que é para o show de Morgan na televisão).
Em seguida, está chegando mais próximo do casamento, então Donny junta Han e seus outros amigos na despedida de solteiro, livre de álcool visita um spa organizado por Phil (um amigo da família), estressado com a decisão de Phil, Donny convence todos a fazer uma despedida de solteiro que segundo ele seria uma despedida de solteiro de verdade, Então todos sai do spa e vão para a casa de strip conhecida por Donny, logo depois Donny envia outros amigos para a sua casa e fica apenas ele e seu filho Han Berger, em seguida, ele e Han se encontram com Vanilla Ice, um ex-amigo de Donny de seus dias de celebridades.
Logo depois de Han saber que Donny tinha feito um acordo com o produtor, Donny retorna para a casa de Steve para recuperar seus pertences e ouve Jamie em uma chamada telefônica, o que indica que ela está traindo Han com Steve. Ele tenta dizer a Han no jantar de ensaio naquela noite, mas Jamie vem com uma história para cobrir seus rastros. Derrotado, Donny retorna ao clube de strip, onde seu amigo Kenny convence a voltar e ganhar o perdão de Jamie. Donny vai para o hotel onde Jamie está hospedada, e sem esperar encontra ela fazendo sexo com Chad, o seu próprio irmão, a quem Donny descobre ser na verdade, um dançarino de jazz fingindo ser um fuzileiro naval. Jamie então admite que ela realmente fez sexo com seu irmão por prazer, e com Steve para "ajudar" Han chegar mais longe em sua carreira. Jamie dá Donny o dinheiro que ele precisa em troca de seu silêncio.
Tocado pelo reconhecimento de Han de seu relacionamento de pai e filho, Donny percebe que ele deve impedir o casamento, apesar de sua necessidade de dinheiro de silêncio de Jamie. Ele e Vanilla Ice interrompem a cerimônia de casamento e Donny revela que ele é o pai de Han. Donny pede para Jamie sussurrar a verdade para Han, e Han expõe a toda a multidão. Sabendo que Jamie teve relações sexuais com Steve, Han se recusou a se casar com Jamie, e ele, Vanilla Ice e Donny deixam o casamento.
No dia seguinte, no clube de strip, Han revela que ele está namorando Brie (Ciara). Ele oferece Donny o dinheiro para ajudar a pagar os impostos não pagos, mas ele se recusa dizendo que está na hora de ele crescer e aceitar a responsabilidade. Donny está se preparando para ir para a prisão, com a intenção de reacender seu relacionamento com a Sra. McGarricle quando ambos são liberados em 2015 - quando, de repente na televisão, eles veem Tuke Tubby completar um improvável vindo de trás, a vitória em sua maratona, ganhando $ 160.000 dólares de Donny sua anterior aposta, mais do que suficiente para mantê-lo fora da prisão.

## Elenco
- Adam Sandler como Donald 'Donny' Berger
  - Justin Weaver como Donald 'Donny' Berger (1984)
- Andy Samberg como Todd Peters / Han Solo Berger
- Leighton Meester como Jamie Martin
- Susan Sarandon como Mary Beth McGarricle 
  - Eva Amurri como Mary Beth McGarricle (1984)
- Tony Orlando como Steve Spirou
- James Caan como Padre McNally
- Milo Ventimiglia como Chad Martin
- Blake Clark como Gerald Martin
- Meagen Fay como Helen Martin
- Peggy Stewart como Vovó Dolores Spirou
- Vanilla Ice como ele mesmo
- Colin Quinn como DJ do Clube de Strip
- Nick Swardson como Kenny
- Luenell como Champale
- Ciara como Brie
- Colin Quinn como Strip
- Will Forte - Phil
- Rachel Dratch como Sra. Phil's
- Ana Gasteyer como Mrs. Ravensdale
- Rex Ryan com Jim Nance
- Todd Bridges como ele mesmo
- Baron Davis como professor de ginástica
- Dennis Dugan como zelador da escola
- Jackie Sandler como massagista
- Brad Grunberg como Tubby Tuke
- Peter Dante como Dante Spirou

## Recepção
As opiniões sobre o filme "That's My Boy" foi geralmente negativa. O website Rotten Tomatoes relata que apenas 21% dos críticos deram ao filme uma revisão positiva com base em 109 opiniões, com uma classificação média de 3.4 / 10 por crítico. O RedLetterMedia disse que o filme é "patético", e passou a criticar Sandler, comparando seus filmes como histórias em quadrinho infantis, também dizendo sobre a sua "incapacidade de criar humor". O crítico Richard Roeper deu ao filme uma classificação "F", chamando-o de "uma parte feia, de mau gosto e mesquinho do cinema", enquanto Alonso Duralde deu ao filme um comentário mordaz, chamando-o de "vulgar, banal, misógino, machista, cafona, grosseiro, sentimental e estúpido. Foi também eleito a pior filme de 2012.